# دومینیک فاروجیا
دومینیک فاروجیا (فرانسوی: Dominique Farrugia‎؛ زادهٔ ۲ سپتامبر ۱۹۶۲) بازیگر، کارگردان فیلم، فیلم‌نامه‌نویس، تهیه‌کننده فیلم و کمدین اهل فرانسه است. وی از سال ۱۹۸۵ میلادی تاکنون مشغول فعالیت بوده‌است.
وی همچنین برندهٔ جوایزی همچون شوالیهٔ لژیون دونور شده‌است.

## گزیدهٔ فیلم‌شناسی

### بازیگر
- کلیدهای ماشین (۲۰۰۳)
- طبقه آمریکایی (۱۹۹۳)
- رازهای تخصصی دکتر آفلگلوک (۱۹۹۱)

### تهیه‌کننده فیلم
- آقای باتینیول (۲۰۰۲)
- ویدوک (۲۰۰۱)
- بهترین امید زنانه (۲۰۰۰)
- پاپاراتزی (۱۹۹۸)